# 탄쉐
탄쉐(중국어 간체자: 谭雪, 정체자: 譚雪, 병음: Tán Xuě, 한자음: 담설, 1984년 1월 30일~)는 중화인민공화국의 은퇴한 펜싱 선수로 주 종목은 사브르이다. 1999년 15세의 나이로 국가대표로 발탁되었으며, 2004년 하계 올림픽에서 개인전 은메달을 획득했고, 2008년 하계 올림픽에서 단체전 은메달을 획득했다. 또한 2002년 세계 선수권 대회에서 18세의 나이로 개인전 우승을 차지했다.

## 개인사
2009년 펜싱 선수이자 같은 고향 출신인 왕징즈와 결혼했다.